# Erich Blanke
Erich Blanke (* 11. Mai 1915; † unbekannt) war ein deutscher Fußballspieler und Fußballtrainer. Als Spieler gewann er die Fußball-Ostzonenmeisterschaft 1949 mit der ZSG Union Halle, für die er anschließend in der ostdeutschen Zonenliga spielte. Von 1952 bis 1953 trainierte er den Erstligisten Stahl Thale.

## Sportliche Laufbahn

### Fußballspieler
Nach dem Ende des Zweiten Weltkriegs gehörte Erich Blanke zu den Fußballspielern, die in Halle (Saale) den Fußballsport wieder belebten. Seine Mannschaft nannte sich SG Halle-Glaucha, die 1947 die Hallenser Kreismeisterschaft gewann. Nachdem die sowjetische Besatzungsmacht die Erweiterung der Sportwettkämpfe erlaubte, wurde die in Freiimfelde Halle umbenannte Sportgemeinschaft 1948 Sachsen-Anhalt-Meister. Damit waren die Hallenser für die 1. Ostzonenmeisterschaft qualifiziert. Die SG Freiimfelde Halle erreichte das Endspiel, unterlag dort aber ohne ihren Stürmer Blanke der SG Planitz mit 0:1. 1949 standen die Hallenser, jetzt als ZSG Union Halle antretend, erneut im Ostzonenfinale. Der schon 34-jährige Blanke war diesmal als linker Außenläufer aufgeboten worden und ging nach einem 4:1-Sieg über Fortuna Erfurt als neuer Ostzonenmeister vom Platz.
Als Titelverteidiger war die ZSG Union für die erste Saison der neu eingerichteten ostdeutschen Zonenliga, mit der künftig der Fußballmeister ermittelt wurde, startberechtigt. Zum Hallenser Aufgebot der im September 1949 gestarteten Saison gehörte auch Erich Blanke. Er wurde zum ersten Mal am dritten Punktspieltag eingesetzt und bestritt auch die folgenden acht Ligaspiele. Am 29. November 1949 absolvierte er bereits sein letztes Punktspiel für Union Halle. 

### Fußballtrainer
Nach dem Ende seiner Karriere als Fußballspieler betätigte sich Blanke als Fußballtrainer. Von 1952 bis 1953 war er Trainer beim DDR-Oberligisten Stahl Thale. Zunächst arbeitete er in der Saison 1952/53 als Co-Trainer bei der Oberligamannschaft, fünf Spiele vor Saisonende übernahm er anstelle des 64-jährigen Paul Kugler das Training der 1. Mannschaft, die zu dieser Zeit auf Platz sechs der Oberliga stand. Bis zum Saisonende verbesserte er die Mannschaft auf den fünften Platz. In der Saison 1953/54 war Blanke nur noch für die ersten beiden Punktspiele der Thaler Oberligamannschaft als Trainer verantwortlich, anschließend musste er den Trainerposten an Gerhard Thierfelder übergeben. Danach wurde Blanke Nachwuchstrainer bei der BSG Stahl Helbra und führte die Junioren-Mannschaft im Sommer 1954 zur DDR-Junioren-Meisterschaft. 